# Gare de Saint-Cézert
La gare de Saint-Cézert était une gare ferroviaire française, située sur le territoire de la commune de Grenade, à proximité de Larra et de Saint-Cézert, dans le département de la Haute-Garonne, en région Occitanie.
C'était une halte, mise en service en 1903 par la CFSO, et définitivement fermée au trafic des voyageurs et des marchandises en 1947. Situé sur une section déclassée et déferrée, le bâtiment est toujours présent et réaffecté pour une utilisation privée.

## Situation ferroviaire
Établie à 163 mètres d'altitude, la gare de Grenade était située au point kilométrique (PK) 31,2 de la ligne de Toulouse à Cadours.
Gare fermée située sur une section de ligne déclassée.

## Patrimoine ferroviaire
L'ancien bâtiment voyageurs est devenu une habitation privée.